# Kabatahoia pectinata
Kabatahoia pectinata is een eenoogkreeftjessoort uit de familie van de Lernaeopodidae. De wetenschappelijke naam van de soort is voor het eerst geldig gepubliceerd in 1985 door Ho.